# Riddick Moss
Michael Rallis (Edina, Minnesota; 11 de octubre de 1989) es un exjugador de fútbol americano y luchador profesional estadounidense. Es conocido por haber trabajado para la empresa WWE, donde se presentó bajo el nombre de Riddick Moss. Entre sus logros, destaca un reinado como Campeón 24/7 de WWE, y ser victorioso del André the Giant Memorial Battle Royal en 2022.

## Primeros años
Rallis nació y creció en Edina, Minnesota. Asistió a la Universidad de Minnesota, donde jugó para el equipo de fútbol americano Golden Gophers entre 2008 y 2012. Jugó como apoyador externo para los Golden Gophers y terminó tercero en el equipo en tacleadas durante su tercer año. Después de graduarse, asistió a un campamento de prueba con los Miami Dolphins, pero no firmó un contrato. En octubre de 2013, Rallis asistió a una prueba de WWE después de contactar a Jim Ross.

## Carrera

### WWE

#### NXT (2014-2020)
Rallis firmó un contrato de desarrollo con WWE a principios de 2014 y comenzó a capacitarse en el WWE Performance Center. Hizo su debut profesional en la lucha libre el 18 de diciembre en un evento NXT en vivo en Tampa, Florida, bajo el nombre de Digg Rawlis. Hizo su debut televisado el 27 de mayo de 2015, episodio de NXT, trabajando como un talento de mejora junto a Elias Samson en una derrota ante Blake & Murphy. Rawlis hizo apariciones televisivas ocasionales como un talento de mejora durante 2015, perdiendo ante The Hype Bros y Samoa Joe. En agosto de 2015, adoptó el nuevo nombre de Riddick Moss, un tributo al exjugador de la NFL Randy Moss. 

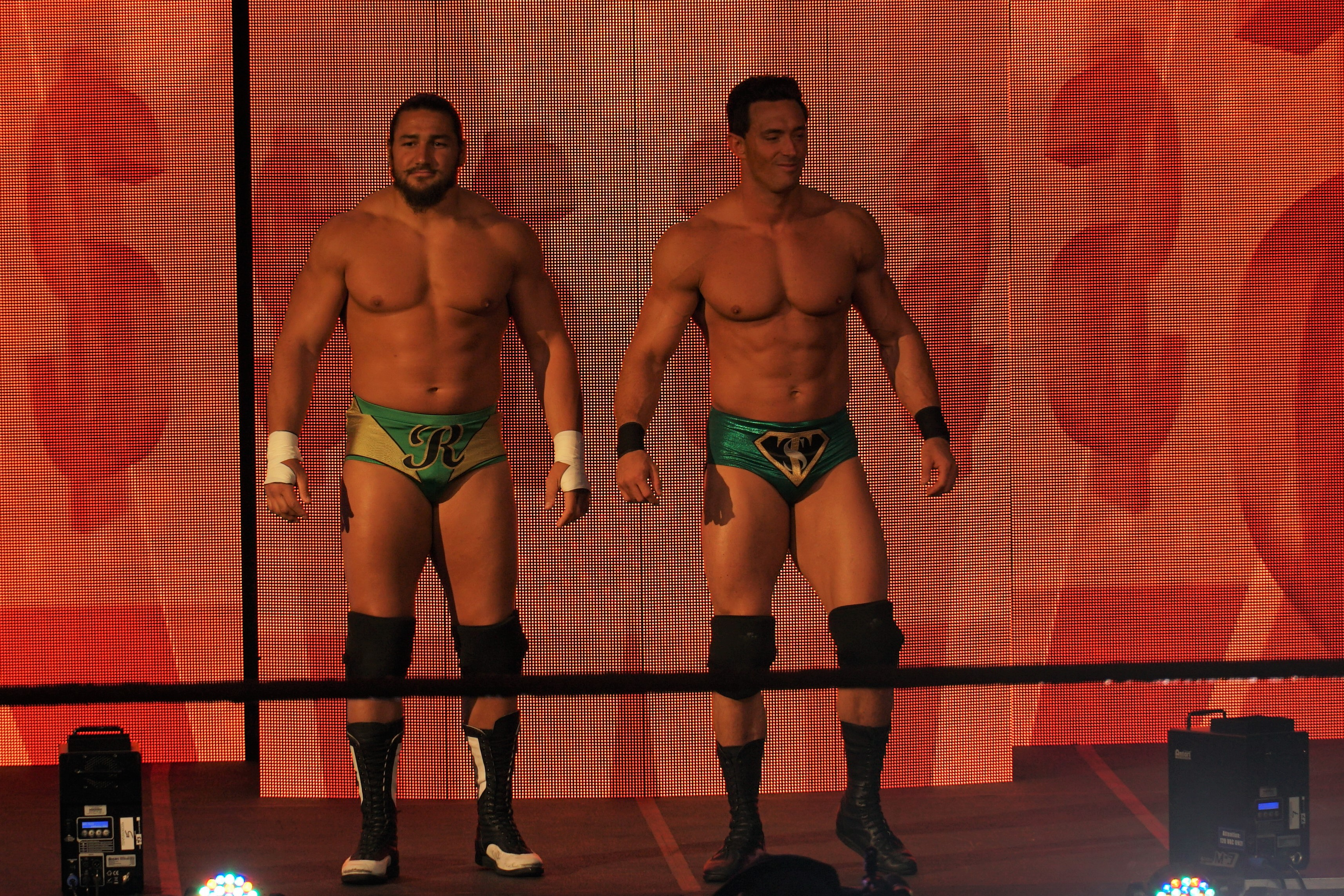
Moss y Tino Sabbatelli en un show de NXT en 2018.

En octubre de 2016, Moss comenzó a asociarse con Tino Sabbatelli, (llamándose a sí mismos los Atletas Dotados por Dios) con los dos compitiendo en el 2016 Dusty Rhodes Tag Team Classic, donde fueron derrotados en la primera ronda por TM-61 en el episodio del 12 de octubre de NXT. Moss hizo una nueva aparición en el episodio de NXT del 4 de enero de 2017, nuevamente en equipo con Sabbatelli en una derrota ante The Revival (Dash Wilder y Scott Dawson). Moss y Sabbatelli hicieron otra aparición en el episodio del 10 de mayo de NXT, perdiendo a #DIY (Johnny Gargano y Tommaso Ciampa). El dúo tuvo su primera victoria televisada en el episodio del 25 de octubre de NXT, derrotando al equipo de Oney Lorcan y Danny Burch. A principios de 2018, Moss y Sabbatelli ingresaron al Dusty Rhodes Tag Team Classic perdiendo ante Sanity en la primera ronda. El 25 de abril, durante un partido con Heavy Machinery, Sabbatelli abandonó a Moss y terminó con el equipo. En mayo de 2018, se desgarró el tendón de Aquiles y necesitaría varios meses para recuperarse.  Haría su regreso de una lesión en un evento en vivo del 30 de noviembre de 2018, perdiendo ante Matt Riddle después de una aparición sorpresa. En marzo de 2019, comenzó a ser administrado por Robert Strauss en los eventos en vivo de NXT.

#### 2020-2021
El 27 de enero de 2020 tuvo su debut en RAW, acompañando al campeón 24/7 Mojo Rawley en su combate ante No Way José. Previamente, participó en las grabaciones del programa Main Event, derrotando a Cedric Alexander. El 10 de febrero en Raw junto al Campeón 24/7 Mojo Rawley fueron derrotados por The Street Profits(Montez Ford & Angelo Dawkins), luego del combate derrotó a Mojo Rawley para conseguir su primer título, el Campeonato 24/7, tras la 《regla 24/7》 fue perseguido por R-Truth en The Funko's Store el 17 de febrero, siendo atacado por después por Mojo Rawley, pero logró escapar, y para esa noche en Raw se enfrentó a Mojo Rawley y R-Truth en una Triple Threat Match por el Campeonato 24/7 de la WWE, el cual retuvo. En el Main Event transmitido el 27 de febrero derrotó a Cedric Alexander, reteniendo el Campeonato 24/7, en el Raw del 2 de marzo derrotó a Ricochet y retuvo el Campeonato 24/7, la siguiente semana en Raw, derrotó a Cedric Alexander y retuvo el Campeonato 24/7. Su reinado terminó el 22 de marzo cuando R-Truth lo cubrió en la calle, teniendo el título por 41 días.
Hizo su regreso en el Main Event emitido el 16 de julio, derrotando a Humberto Carrillo, la siguiente semana en la emisión de Main Event, derrotó a Humberto Carrillo nuevamente, la siguiente semana en la emisión de Main Event, derrotó a Titus O'Neil, la siguiente semana en la emisión de Main Event, derrotó a Mustafa Ali, en el Main Event emitido el 10 de septiembre, derrotó a Humberto Carrillo, en el Main Event emitido el 1.º de octubre, derrotó a Erik, posteriormente reveló que estaba compitiendo con una lesión de un ligamento cruzado anterior desgarrado y tomándose un descanso para recuperarse.
Después de estar fuera de acción durante todo un año, Moss regresó de una lesión al derrotar a Odyssey Jones en un dark match antes del episodio del 17 de septiembre de 2021 de SmackDown. La semana siguiente en SmackDown, Moss hizo su regreso televisado atacando a Kevin Owens y alineándose con Happy Corbin. La semana siguiente, su nombre cambió a Madcap Moss. 5 días después en SmackDown, participó en el Black Friday Invitational Battle Royal por una oportunidad al Campeonato Universal de la WWE de Roman Reigns, eliminando a MACE, Shanky y a Cesaro sin embargo fue eliminado por su compañero Happy Corbin, aunque después se ambos se rieron.

#### 2022
Junto con Corbin, entró en una rivalidad con Drew McIntyre, después de que se burlaron de McIntyre por no estar en el battle royal. En las siguientes semanas, continuaron atacando verbalmente a  McIntyre durante su segmento Happy Talk. Esto llevó a una lucha entre Moss y McIntyre en Day 1, perdiendo el combate. En Royal Rumble, Madcap Moss ingresó al Royal Rumble match entrando en el #16, eliminando a AJ Styles. Dicha eliminación causaría gran consternación en muchos fanáticos, pues Styles era un claro favorito a llevarse la victoria, aunque más tarde fue eliminado por McIntyre, continuando su enemistad. Se enfrentó a McIntyre en la revancha en Elimination Chamber en un Falls Count Anywhere Match, combate donde Moss falló un Alabama Slam invertido, siendo nuevamente derrotado. En el SmackDown WrestleMania Edition, Moss participó en el André the Giant Memorial Battle Royal, resultando ser el vencedor al eliminar a Finn Bálor. En el episodio del 8 de abril de SmackDown, Moss sería interrogado por Corbin al culparle de su derrota en WrestleMania; sin embargo, Moss contraatacó lo que provocaría el fin de su alianza e inicio de un feudo. Semanas después, se programó un combate entre ambos para WrestleMania Backlash, donde Moss se llevó la victoria sobre Corbin.
Después de ausentarse por unas semanas, Moss haría su regreso en el episodio del 3 de junio con una personalidad más seria, nueva música de entrada e indumentaria de ring, llamándolo "sin bromas y sin límite", para desafiar a Corbin. El oficial de la WWE, Adam Pearce, oficializó el combate y en el mismo, Moss se descalificó golpeando a Corbin con una silla. Luego se anunció que se enfrentarían en un No Holds Barred match en Hell in a Cell, donde derrotó a Corbin. En el episodio del 17 de junio, Moss derrotó a Corbin por tercera vez en un Last Laugh match, para poner fin a su enemistad.
En el episodio del 1 de julio de SmackDown, derrotó a Corbin, Ezekiel (hermano menor de Elias) y The Miz en un Fatal 4-Way match para calificar para el Money in the Bank Ladder match, ganando el último cupo de dicho combate. Sin embargo en Money in the Bank, fracasó en su intento de descolgar el maletín. En el episodio del 19 de agosto, se enfrentó a Happy Corbin, Sami Zayn, Ricochet y Sheamus para buscar al retador #1 al Campeonato Intercontinental, sin embargo Sheamus fue quien finalmente se alzó con la victoria. En Clash at the Castle, evento celebrado en Cardiff, Galés, Moss formó equipo con The Street Profits (Angelo Dawkins & Montez Ford) venciendo al equipo de Austin Theory y Alpha Academy (Chad Gable & Otis) en el kick-off. El 16 de septiembre, Moss se enfrentó al luchador de NXT, Solo Sikoa, por el Campeonato Norteamericano de NXT en una contienda titular, pero no logró ganar.

#### 2023
En el episodio del 10 de febrero de SmackDown, Moss derrotó en una Fatal 4 Way match a Karrion Kross, Santos Escobar y Rey Mysterio, que recibió el pinfall, para convertirse en el retador #1 al Campeonato Intercontinental de Gunther. La semana siguiente, no pudo ganar el título al ser derrotado por Gunther. En el SmackDown WrestleMania Edition, participó en el André the Giant Memorial Battle Royal, eliminando a Dexter Lumis, sin embargo fue eliminado por Bronson Reed. Como parte del Draft, además de ser renombrado nuevamente como Riddick Moss, fue trasladado a la marca Raw. El 21 de septiembre de 2023, Moss fue liberado de su contrato por WWE.

### Circuito independiente (2024-presente)
Seis meses después de su liberación de la WWE, Rallis hizo su debut en el circuito independiente el 13 de abril de 2024, donde se enfrentó a Chris Masters por el Campeonato Stu Hart Heritage en un esfuerzo perdedor.

## Vida personal
El 4 de agosto de 2022, Rallis reveló que esta saliendo con la también luchadora profesional Tenille Dashwood (conocida en los rings como Emma). El 3 de junio de 2023, ambos se comprometieron.

## Campeonatos y logros
- World Wrestling Entertainment/WWE
  - WWE 24/7 Championship (1 vez)
  - André the Giant Memorial Battle Royal (Octavo ganador)

- Pro Wrestling Illustrated
  - Situado en el Nº412 en los PWI 500 de 2017[37]
  - Situado en el Nº373 en los PWI 500 de 2020[38]
  - Situado en el Nº244 del PWI 500 en 2022[39]